# Phayaomeer
Het Phayaomeer (Thais: กว๊านพะเยา, Kwan Phayao) (ligging: 19°10'N 99°52'O) is een meer in Noord-Thailand. Het meer ligt bij de stad Phayao, die aan de zuidoostelijke oevers ligt, in de gelijknamige provincie Phayao. Het meer heeft een gemiddelde diepte van 1,7 meter en beslaat een oppervlakte van 19,8 km².
Het meer wordt voornamelijk gevoed door de rivier de Ing die uitkomt aan de noordkant en in mindere mate door de rivier de Tam die uitkomt aan de zuidkant van het meer. Aan de zuidoostkant vervolgt de Ing zijn weg naar de Mekong. Aan de zuid- en westkant van het meer liggen rijstvelden en de monding van de Ing in het meer vormt een moerasgebied.
De belangrijkste waterplanten in het meer zijn Najas graminea en Ceratophyllum demersum. Er zijn 22 soorten zoetwatervissen gevonden in het meer. De meest dominant aanwezige soorten zijn de geïntroduceerde Tilapia (Tilapia nilolica) en de Klimbaars (Anabas testudineus). Tijdens een onderzoek in 1982 zijn er ook meer dan 47 vogelsoorten rond het meer aangetroffen.